# Mirosław Giersz
Mirosław Giersz (ur. 11 grudnia 1956) – polski astronom, doktor habilitowany.

## Życiorys
Ukończył studia astronomiczne na Uniwersytecie Warszawskim. Doktorat z astrofizyki w 1989 roku, habilitacja – 1999, Obecnie pracuje jako profesor nadzwyczajny i zastępca dyrektora w Centrum Astronomicznym im. Mikołaja Kopernika Polskiej Akademii Nauk w Warszawie. Jest członkiem Zarządu Fundacji Astronomii Polskiej im. Mikołaja Kopernika i sekretarzem Komitetu Astronomii Wydziału III PAN. Interesuje się głównie dynamiką gwiazdową i gromadami kulistymi gwiazd.

## Niektóre publikacje naukowe
- 2008, Monte Carlo Simulations of Star Clusters - IV. Calibration of the Monte Carlo Code and Comparison with Observations for the Open Cluster M67, arXiv:0801.3709, Mirosław Daniel Giersz, Heggie D.C., Hurley J.R.
- 2008, Monte Carlo Simulations of Star Clusters - V. The Globular Cluster M4, arXiv:0801.3968, Mirosław Daniel Giersz, Heggie D.C.
- 2007, Monte Carlo simulations of star clusters with primordial binaries. Comparison with N-body simulations and observations, arXiv:0711.0523, Proceedings IAU Symposium No. 246, p. 99, Mirosław Daniel Giersz, Heggie D.C.
- 2007, Modelling individual globular clusters, arXiv:0711.2620, Proceedings IAU Symposium No. 246, p. 121, Mirosław Daniel Giersz, Heggie D.C.
- 2006, Monte Carlo simulations of star clusters - III. A million-body star cluster, Mon. Not. R. Astr. Soc., 371, 484-494, Mirosław Daniel Giersz,
- 2006, Dynamics of Planetary Systems in Star Clusters, arXiv:astro-ph/0612757, Mirosław Daniel Giersz, Spurzem R., Heggie D.C., Lin D.C.
- 2005, Anisotropic gaseous models of tidally limited star clusters: comparison with other methods, Mon. Not. R. Astr. Soc., 364, 948-960, Mirosław Daniel Giersz, Spurzem R., Takahashi K., Ernst A.
- 2005, A hybrid Monte Carlo tool to simulate dense stellar systems, Highlights of Astronomy, Vol. 13, as presented at the XXVth General Assembly of the IAU, 377, Mirosław Daniel Giersz, Spurzem R., Lin D.C.